# Хроника Мунтанера
Хроника Мунтанера (кат. Crònica de Ramon Muntaner) — является самой длинной из четырёх великих летописей и включает в себя период от рождение Хайме I Завоевателя (1207) до коронации Альфонса IV Бениньо (1328). Написана солдатом и летописцем Рамоном Мунтанером в г. Чиривелья (Ширивела), на территории современной Валенсии в период между 1325 и 1332 годами на родном ему каталанском языке. Несмотря на употребление ряда шутливых формальностей («ну что мне вам рассказать?» — «què us diré?»), написана живым и понятным для народа языком. Период описываемый в хронике стал временем расцвета королевства Арагон, мощь и слава которого распространились по всему северному Средиземноморью.

## Контекст
Рамон Мунтанер поддерживал личные отношения со всеми монархами Арагонского королевского дома, которые были его современниками. При написании своей работы он особенно прибегал к историографическим текстам для сюжетов о царствованиях Хайме I и Педро Великого. Начиная с правления Альфонсо Франко его единственным источником был его собственный опыт.

## Предназначение, содержание и стиль
Работа была написана для чтения вслух. Всякий раз, когда он обращается к своим слушателям, он обычно называет их «господами». Мунтанер удается установить прямую связь со своими зрителями. Для заигрывания с читателями он использует вопрос «què us diré»? («Что я вам скажу?»). Помимо использования живого и разговорного каталонского языка, автор не скупится на популярные выражения и пословицы, а также ссылается актуальные на рыцарские книги.
Основная цель работы — прославить королей Короны Арагона. Кровь, общая судьба и язык (который он называет «красивый каталанский» — «bell catalanesc») — это элементы, которые создают базу арагонского сообщества тех времён. Однако сам Мунтанер видит будущее своего народа и своего полуострова в объединении всех четырёх корон полуострова для создания непобедимой Испании: «…если эти четыре короля Испании (Наварра, Португалия, Кастилия и Арагон) которые созданы из единой плоти и крови, объединятся, в мире не будет ничего чтобы смогло их напугать…» (кат. si aquests quatre reys que ell nomenava d’Espanya, qui són una carn e una sang, se teguessen ensemps, poch duptare tot laltre poder del món.). Осознание опасности разделения и ценности союза также выражено в его летописи, особенно на примере растения камышевидник обыкновенный (кат. mata de jonc), по аналогии с попыткой сломать веник или выдернуть лошади хвост одним махом. Устремлениям Мунтанера было суждено сбыться: в 1516 году Королевство Арагон было окончательно поглощено единой Испанией. Мунтанер стал первым арагонцем, открыто заявившим о стремлении каталонских элит к объединению с прочими иберийскими монархиями. Автор тем не менее трепетно относится к родному для него каталанскому языку.
Хроника Мунтанера также является ценным свидетельством об том как Каталонская кампания и её воины-альмогавары организовали поход в Малую Азию для борьбы с турками. Здесь Мунтанер, прославляя успехи иберийцев, позволяет себе весьма и весьма нелестно отзываться о национальном характере греков, чьё государство (Византия) находится на грани краха. Мунтанер как бы вступает в полемику с греком Пахимером, написавшим свой труд De Michaele et Andronico Palæologis, в котором наоборот обличается жадность и жестокость выходцев из Иберии.
В хронике чувствуется присутствие автора, она не лишена его личных комментариев и суждений. К примеру, Мунтанер предъявил грекам следующие претензии:

Кир Михаил был одним из храбрых рыцарей на свете, но Бог покарал греков так, что их может смутить всякий. У них два определенных греха: во-первых, они самые надменные люди в свете и всех считают ни во что, хотя сами не стоят ровно ничего. Во-вторых, они менее кого-либо в свете имеют жалость к ближнему. В бытность нашу в Константинополе греческие беглецы из Азии валялись на навозе и вопили от голода, однако не нашлось никого из греков, кто дал бы им что-либо Бога ради, хотя в городе было изобилие всяких припасов. Только алмогавары, тронутые большою жалостью, делились с беглецами своею пищею. Потому больше двух тысяч нищих греков, ограбленных турками, следовали за алмогаварами повсюду… Ясно, что Бог отнял у греков всякий рассудок. 
Впрочем, относительно тех же событий в Малой Азии, Пахимер сам неоднократно признает крайнюю трусость греческих гарнизонов, сдающих примитивным кочевым туркменам без боя даже хорошо укреплённые крепости, которые те штурмом самостоятельно взять никогда бы не смогли, за что Рожер де Флор хочет казнить подобных «защитников отечества». Мунтанер же в своей хронике по этому поводу тактично отмалчивается.

## Критика
«Хроника» Мунтанера, впервые изданная в Валенсии в 1558 году, является одним из ключевых источников эпохи его жизни, хотя в последующие века исследователи находили в ней множество недостатков, в первую очередь стилевых, признавая вместе с тем её фактологическую точность.

## Издания «Хроники»
- Ramon Muntaner. Chronicle. Cambridge, Ontario. 2000[2].

Переводы «Хроники» на русский язык
- «Хроника» Рамона Мунтанера в переводе Вдовиченко С. и Колосковой Л. с англ. на сайте. «Восточная литература» (2006). Дата обращения: 4 февраля 2020.